# Miodary (Basse-Silésie)
Pour l’article homonyme, voir Miodary (Opole).
Miodary est une localité polonaise de la gmina de Dobroszyce, située dans le powiat d'Oleśnica en voïvodie de Basse-Silésie.